# Ihan Gero
Ihan Gero, auch Jan, Jehan oder Johan Gero, (* um 1518; † nach 1556 in Italien) war ein Komponist, vermutlich franko-flämischer Abstammung.

## Leben
Gero war in der Mitte des 16. Jahrhunderts aktiv und lebte vermutlich in Italien, möglicherweise in Venedig. Frühere Musikwissenschaftler hielten ihn für einen Italiener, wobei allerdings weder sein Familienname noch die verwendeten Formen seines Taufnamen auf eine solche Abstammung schließen lassen. Die italienische Form Giovan kommt nur in einer 1590 in Antwerpen gedruckten Sammlung vor. Historiker wie Hugo Leichtentritt oder Peter Wagner vermuteten eine Herkunft aus dem niederländischen Sprachraum. Auch wenn der Vorname in den Niederlanden sehr häufig ist, so war die am häufigsten verwendete Schreibweise „Ihan“ zu jener Zeit weder in Holland noch in Ostflandern gebräuchlich. Dies würde eher nach Westflandern in das wallonische Sprachgebiet weisen und Familiennamen wie Géro, Gerin, Gérou vorkommen. Gero soll, wie Jakob Arcadelt, Philippe Verdelot oder Adrian Willaert aus dem Norden nach Italien gekommen sein, um hier zu arbeiten. Welche Orte Italiens er besuchte, oder wo er sich längere Zeit aufhielt, ist nicht bekannt. Auch die Vermutung Leichtentritts, dass Gero in Venedig gelebt haben könnte, beruhen lediglich auf der Tatsache, dass die meisten seiner Schriften dort gedruckt wurden.
Gero wurde des Öfteren mit Johannes Gallus gleichgesetzt. Seine Werke erschienen an unterschiedlichen Orten in Italien. Möglicherweise arbeitete er an der Kathedrale von Orvieto. Er schuf neben anderem etliche Madrigale und Motetten, wobei die Zuordnung der Kompositionen nicht unbestritten ist. Neben seinen fünf eigenen Madrigalbänden und Anthologiestücken soll er bis auf zwei alle Madrigale der 1541 veröffentlichten Sammlung  (Di C. Festa il Primo Libro de Madrigali) von Costanzo Festa verfasst haben. Sein Werk zeichnet sich durch geschickte Rhythmik und Wortmalerei aus.

## Werke (Auswahl)
Gero werden auch zahlreiche Stücke in Sammelwerken zugeschrieben.
- Trium vocum cantiones centum. 1541.
- Il Primo Libro de Madrigali Italiani et Canzoni Francese a Due Voci …. 1545.
- Libro primo delli Madrigali. und Libro secondo delli Madrigali 1549 (Zwei Bücher vierstimmiger Madrigale).
- Motetti a cinque voci, Libro Secondo … Nouamente posti in luce dali suoi proprii originali corretti et stampati Bassus Hieronymus Scotus, Venedig 1555.